# Octopoda
Octopoda Leach, 1818 è un ordine di molluschi cefalopodi, noti comunemente come polpi o piovre ed erroneamente (sotto l'aspetto zoologico) polipi.

## Descrizione

### Aspetto
Tutte le specie di polpi possiedono 8 braccia (in rare occasioni sono poche più o meno), che non sono i tentacoli, dei quali sono invece dotati i calamari. Ogni braccio è provvisto di ventose, sono in genere due file, ma nel caso di alcune specie (come l'Eledone moschata e l'Eledone cirrhosa) può essere anche una singola fila. 
I polpi sono provvisti di un becco corneo simile a quello dei pappagalli. A eccezione di alcune specie, i polpi hanno una membrana (più ampia nelle specie abissali) tra un braccio e l'altro.
La livrea è molto variabile, essa può cambiare in pochi secondi, grazie a numerosi cromatofori nella pelle. Dunque sono tra gli animali più abili nel travestimento e mimetizzazione. Tuttavia le specie del sottordine Cirrina (le specie abissali, come Opisthoteuthis californiana) non sono molto abili nel cambiare colore.
In generale, la livrea è solitamente rossa, rosa, gialla, grigia, marrone. Nelle specie velenose come quelle del genere Hapalochlaena, diventa molto variopinta se qualcosa si avvicina all'animale. 
Gli occhi sono spesso piuttosto grandi e la pupilla è solitamente orizzontale.
Essendo del tutto privi di conchiglia, riescono ad assumere varie forme per riuscire a passare pressoché in qualsiasi spazio.

### Dimensioni
Le specie più grandi appartengono al genere Enteroctopus, di cui la più grande è la specie tipo E. dofleini, che arriva eccezionalmente a una lunghezza di 4-5 m e a un peso anche di 15 kg. Un'altra specie abbastanza grande è l'Haliphron atlanticus, lungo 3,5 m e pesante fino a 7 kg.
Tra le specie più piccole troviamo quelle del genere Benthoctopus (da 30 a 58 mm) e Thaumoctopus mimicus (massimo 60 cm).

### Dimorfismo sessuale
Non tutte le specie di polpi presentano uno spiccato dimorfismo sessuale. Però è molto evidente nelle specie della superfamiglia Argonautoidea, come Argonauta argo, dove le femmine sono parecchie volte più grandi dei maschi e a volte posseggono una conchiglia. Altre specie dove le femmine raggiungono dimensioni maggiori sono quelle del genere Eledone.
Tuttavia, in alcune specie, sono i maschi a essere notevolmente più grandi, nel caso delle specie del genere Octopus e diversi Cirrina, quali i Grimpoteuthis e Opisthoteuthis californiana, dove i maschi hanno anche un numero maggiore di ventose.
Si possono distinguere i sessi anche guardando i tentacoli. I maschi posseggono un tentacolo più lungo degli altri (generalmente è il terzo) usato per la riproduzione.

## Tassonomia
L'ordine è suddiviso in due sottordini, Cirrata e Incirrata, che si distinguono per la presenza di filamenti o cirri nelle ventose, così come di alette natatorie sul mantello.
- Sottordine Cirrata Grimpe, 1916
  - Superfamiglia Cirroteuthoidea W. Keferstein, 1866
    - Cirroteuthidae W. Keferstein, 1866
    - Stauroteuthidae Grimpe, 1916

  - Superfamiglia Opisthoteuthoidea A. E. Verrill,  1896
    - Cirroctopodidae M. A. Collins & Villenueva,  2006
    - Grimpoteuthidae O'Shea, 1999
    - Opisthoteuthidae A. E. Verrill,  1896
- Sottordine Incirrata Grimpe, 1916
  - Superfamiglia Argonautoidea Cantraine, 1841
    - Alloposidae Verrill, 1881
    - Argonautidae Tryon, 1879
    - Ocythoidae Gray, 1849
    - Tremoctopodidae Tryon, 1879

  - Superfamiglia  Octopodoidea A. d'Orbigny, 1839
    - Amphitretidae Hoyle, 1886
    - Bathypolypodidae G. C. Robson, 1929
    - Eledonidae Rochebrune, 1884
    - Enteroctopodidae Strugnell, Norman, Vecchione, Guzik & Allcock, 2014
    - Megaleledonidae Taki, 1961
    - Octopodidae D'Orbigny, 1839-1842
- incertae sedis
  - †Keuppia
  - †Palaeoctopus
  - †Paleocirroteuthis
  - †Pohlsepia
  - †Proteroctopus
  - †Styletoctopus

### Specie nel Mar Mediterraneo
Nel Mar Mediterraneo sono presenti le seguenti specie:
- Argonauta argo, argonauta;
- Callistoctopus macropus, polpessa
- Eledone cirrhosa, moscardino bianco;
- Eledone moschata, moscardino;
- Octopus vulgaris, polpo comune;
- Ocythoe tuberculata, polpo palla;
- Pteroctopus tetracirrhus, pterottopo tetracirrino;
- Tremoctopus gelatus;
- Tremoctopus robsoni;
- Tremoctopus gracilis;
- Tremoctopus violaceus.

### Alcune specie

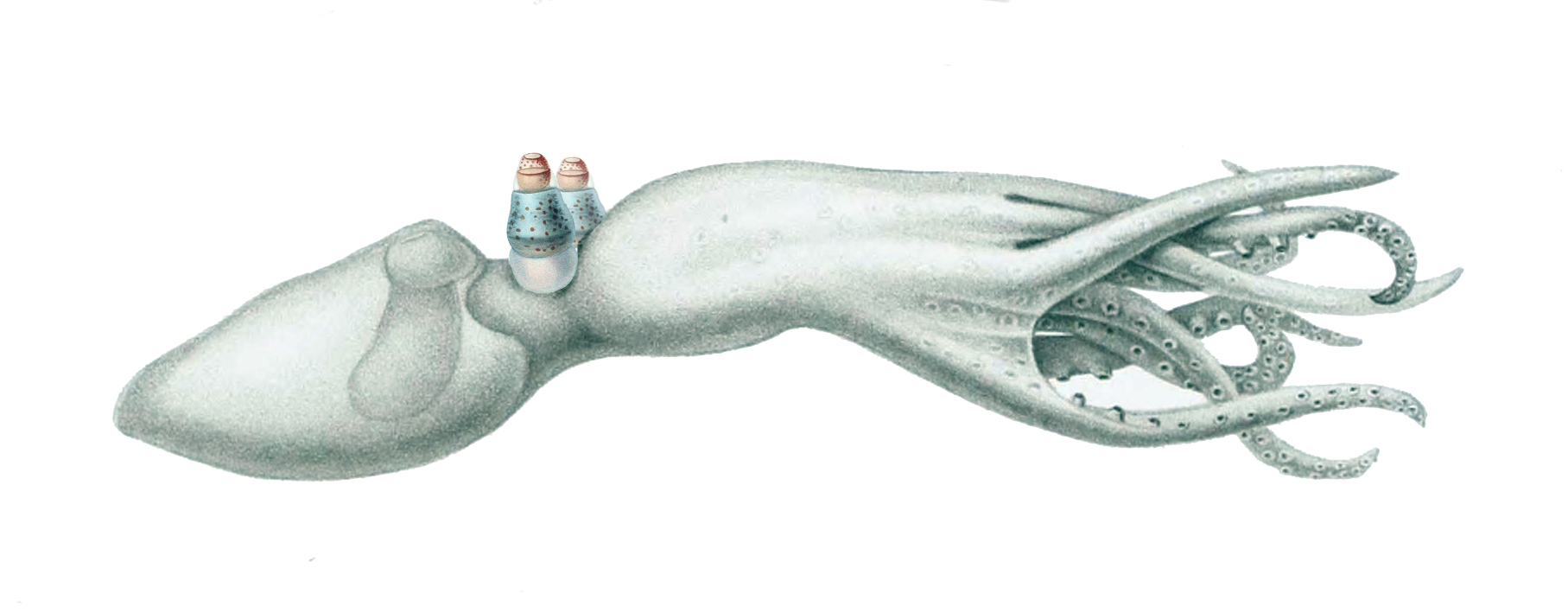
Amphitretus pelagicus
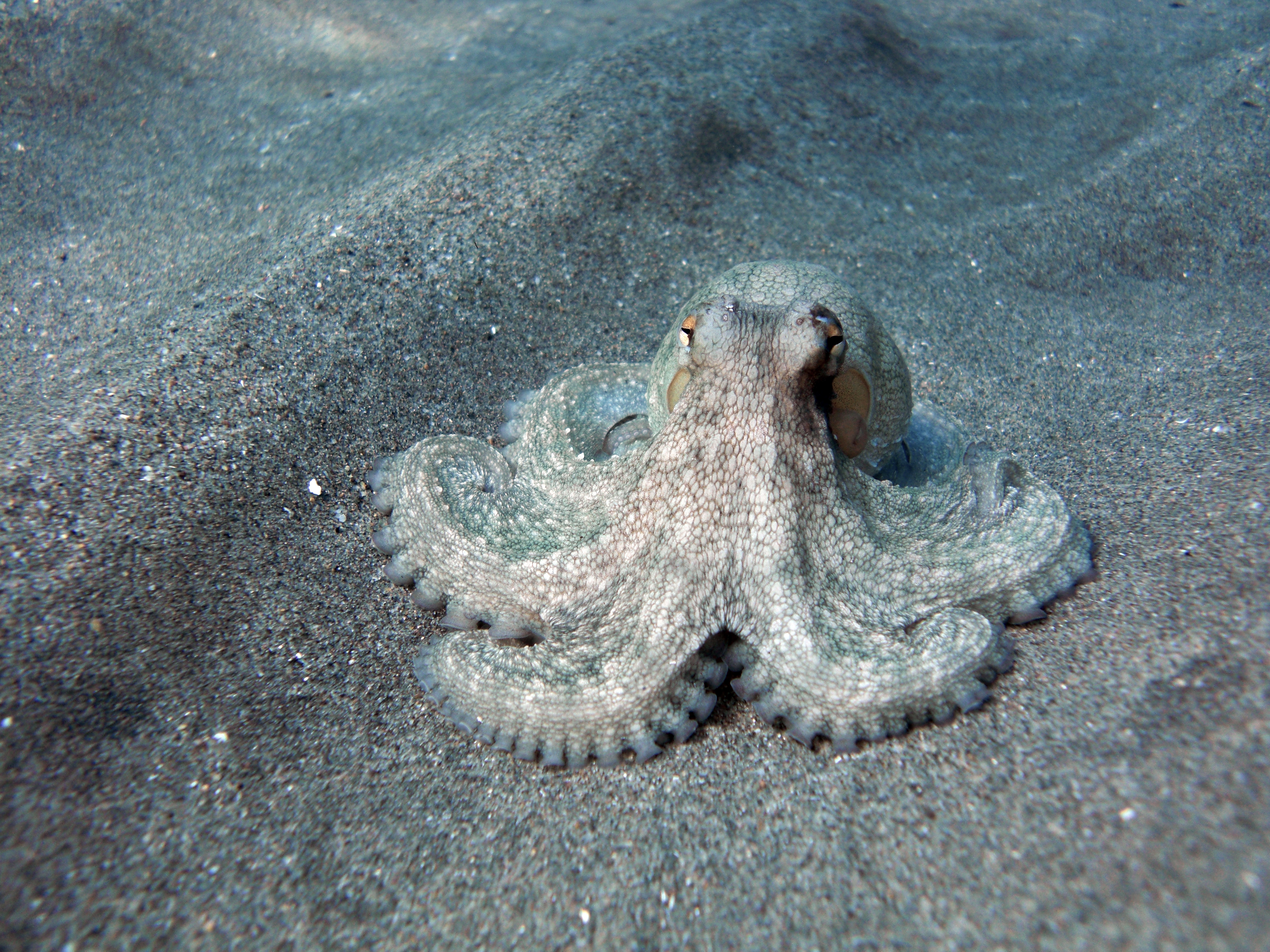
Octopus vulgaris, specie tipo dell'intero ordine Octopoda.
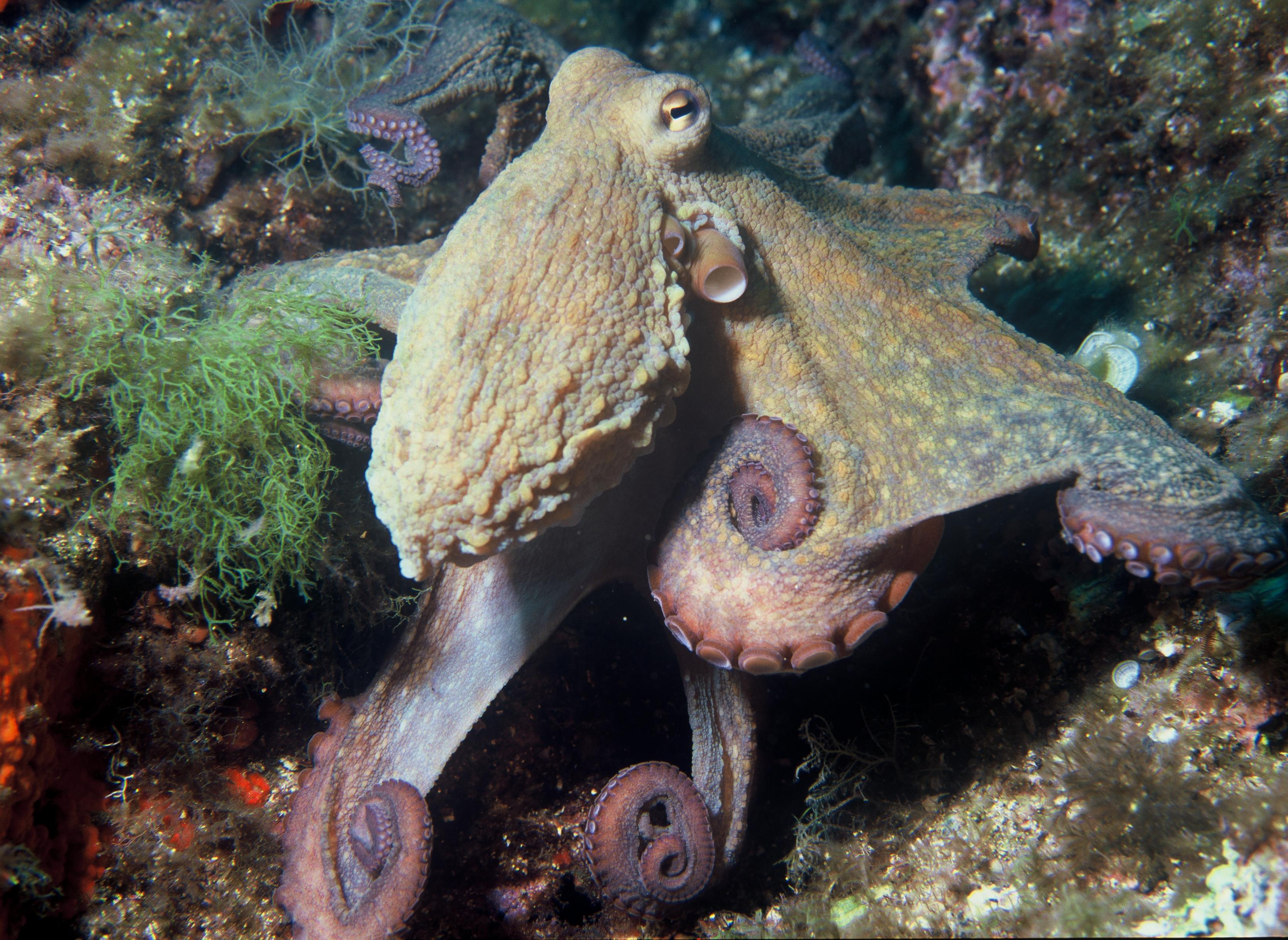
Octopus vulgaris nel Mar Mediterraneo.
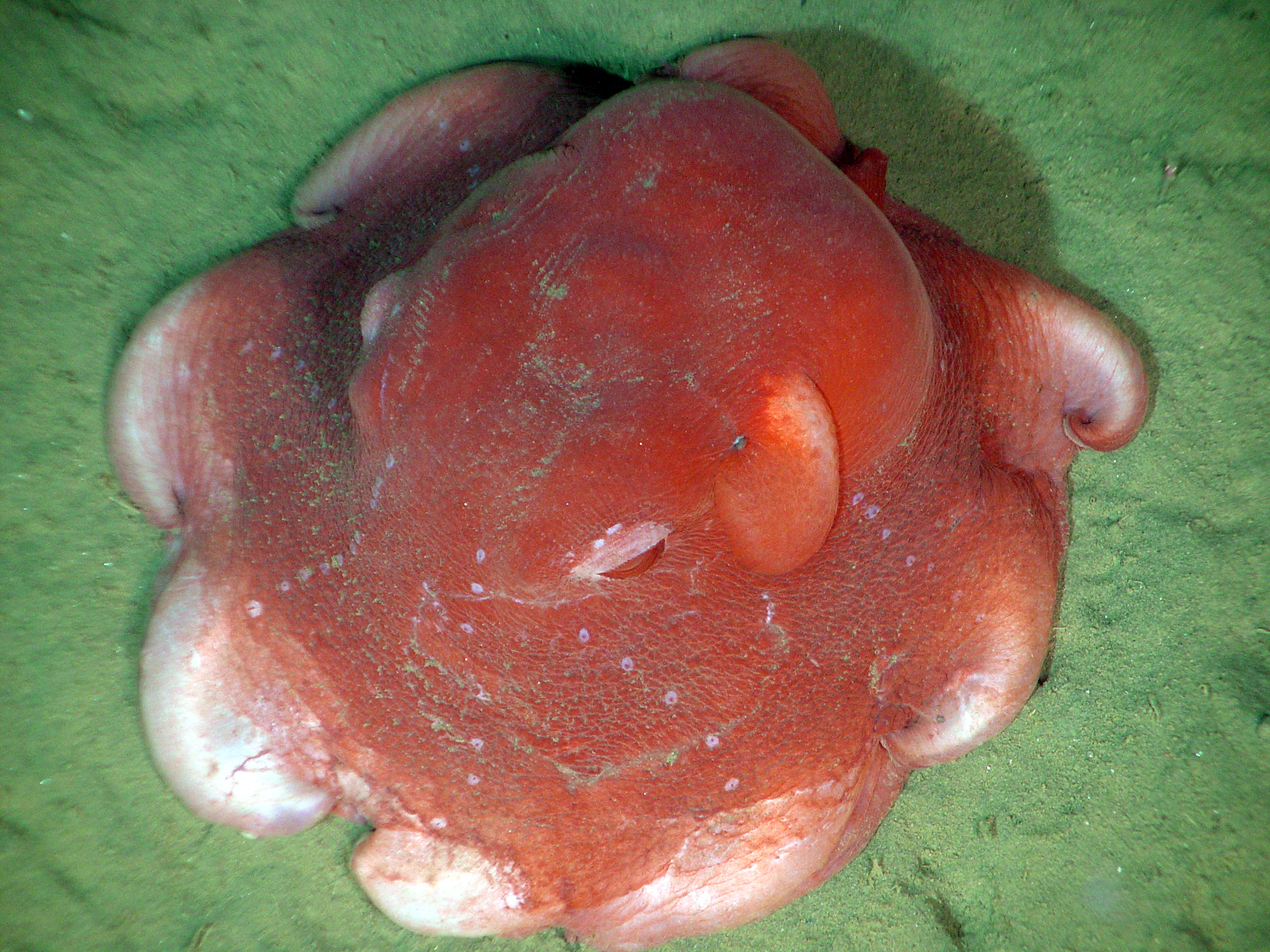
Opisthoteuthis californiana, specie tipo non solo del suo genere (Opisthoteuthis), ma anche dell'intero sottordine Cirrina.
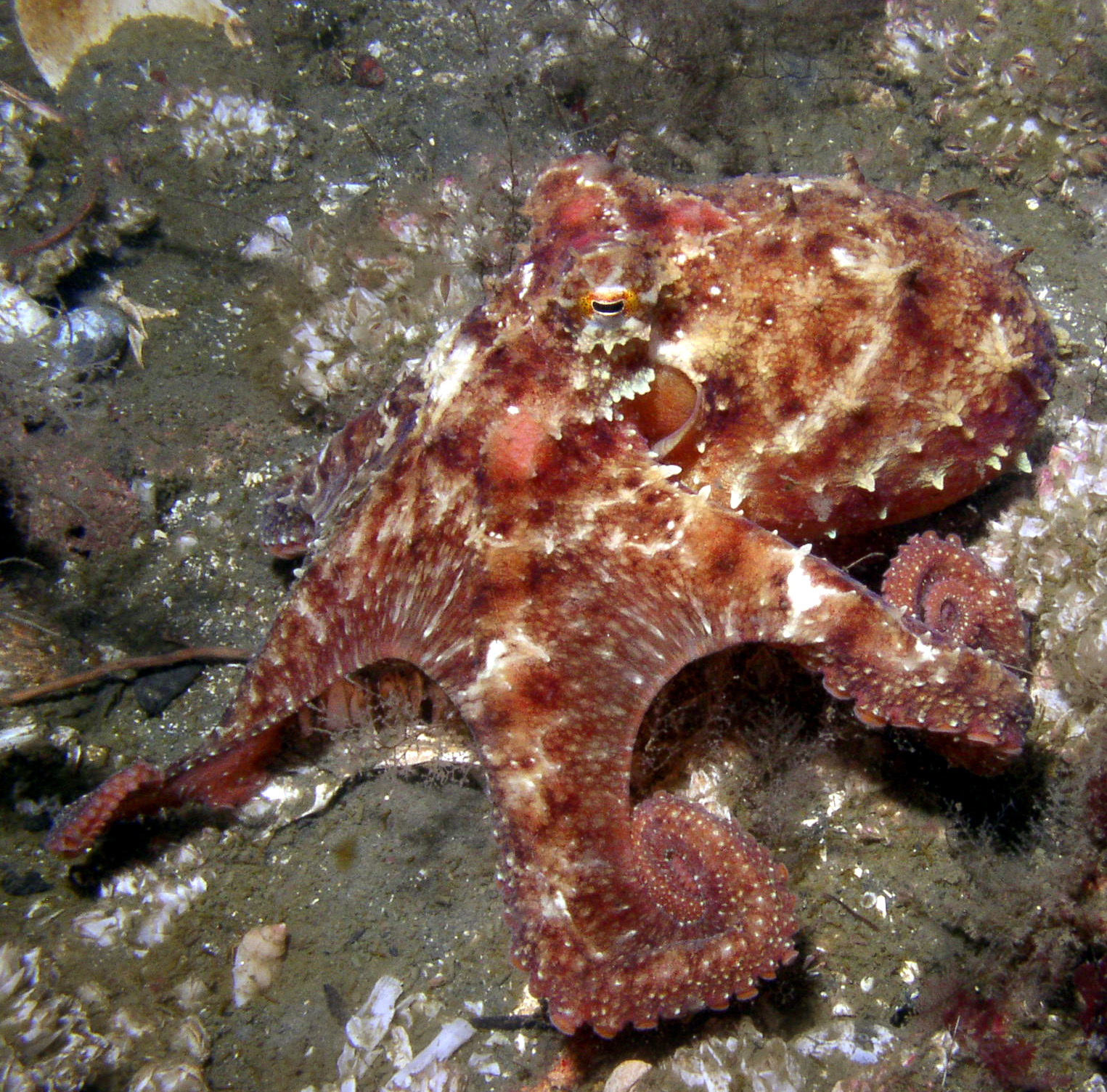
Octopus rubescens
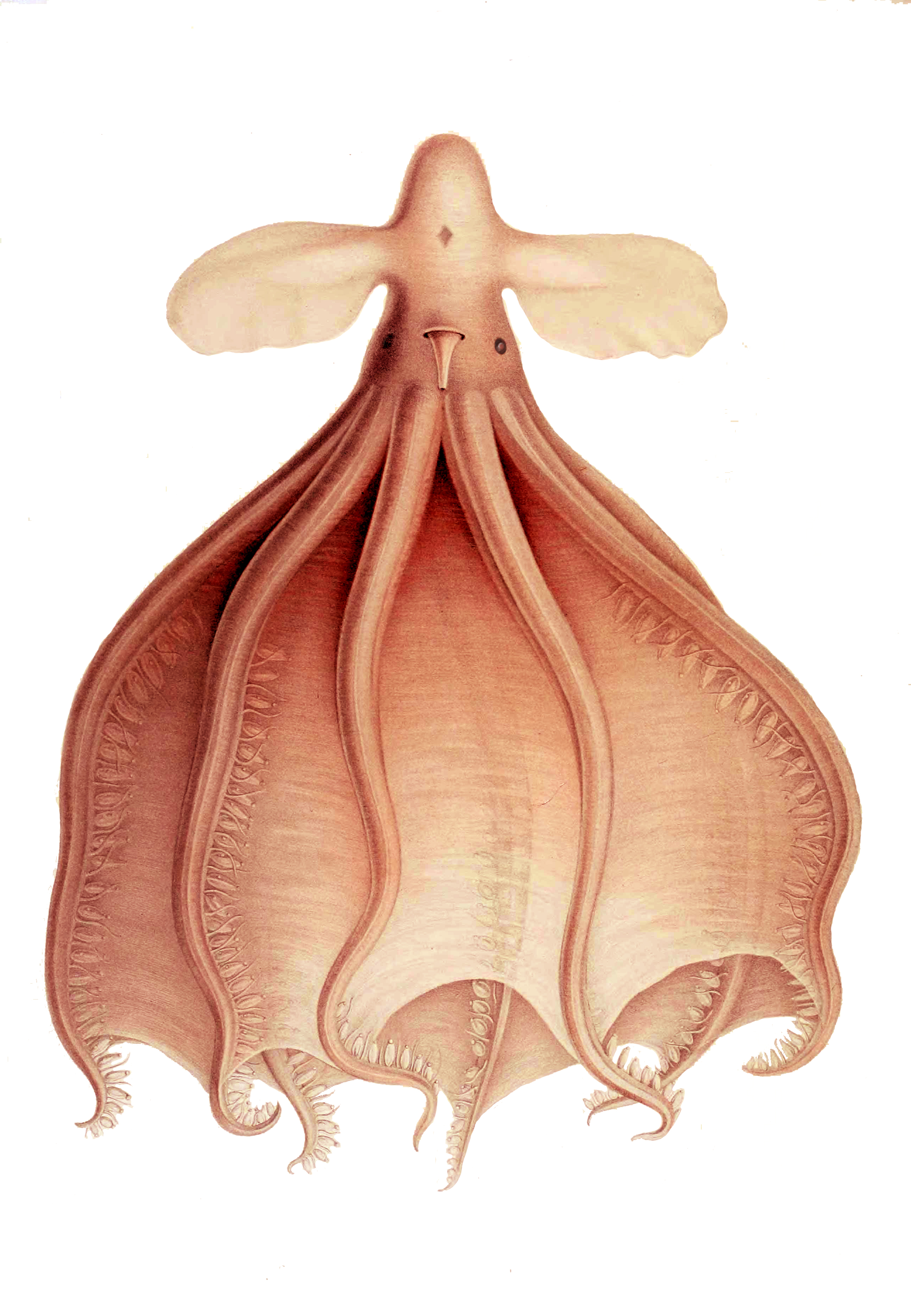
Cirrothauma murrayi
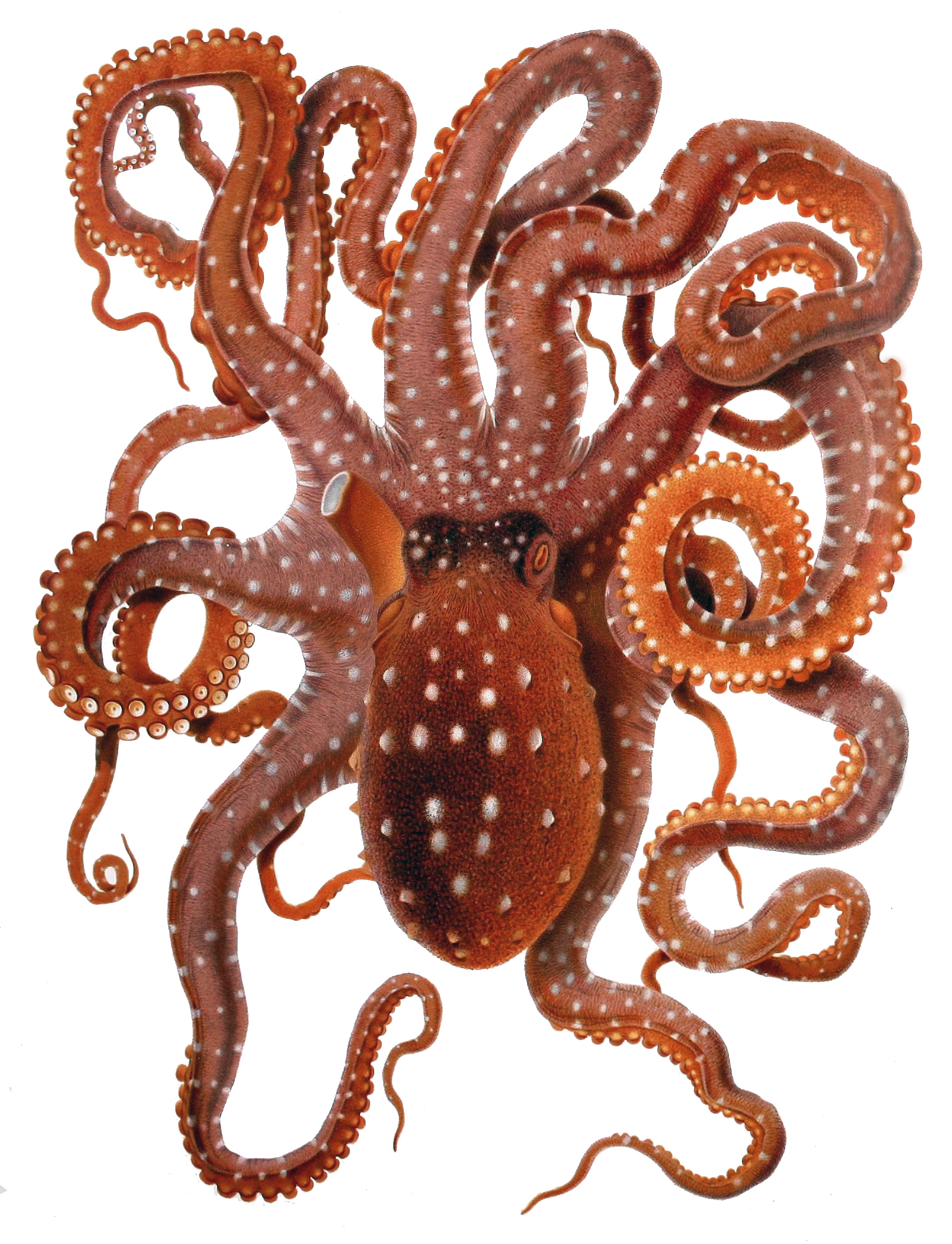
Callistoctopus macropus
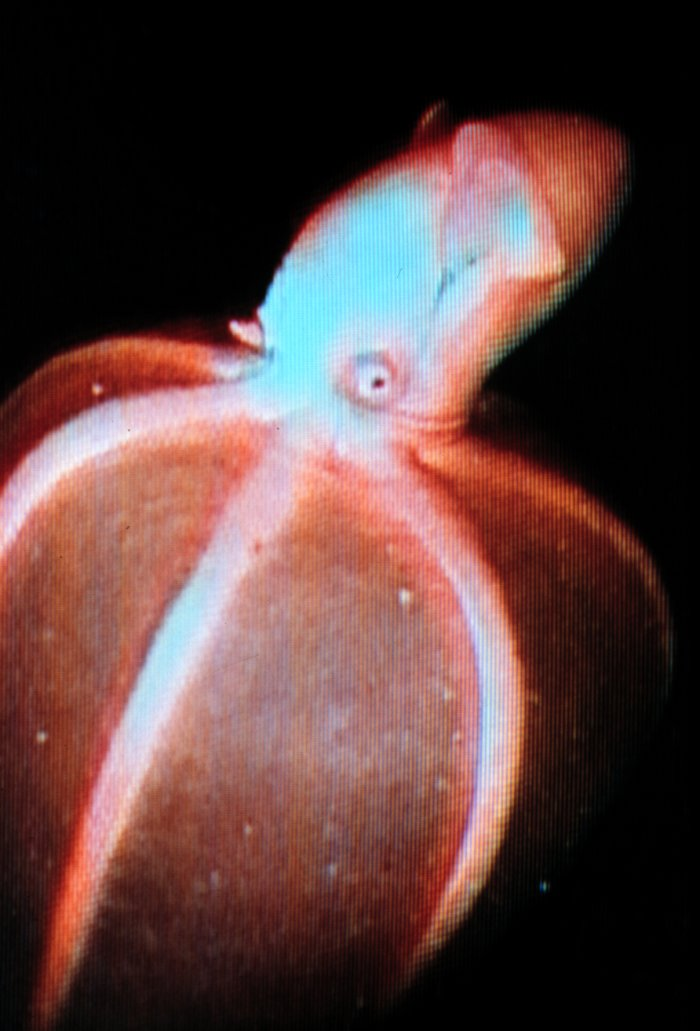
Sauroteuthis syrtensis
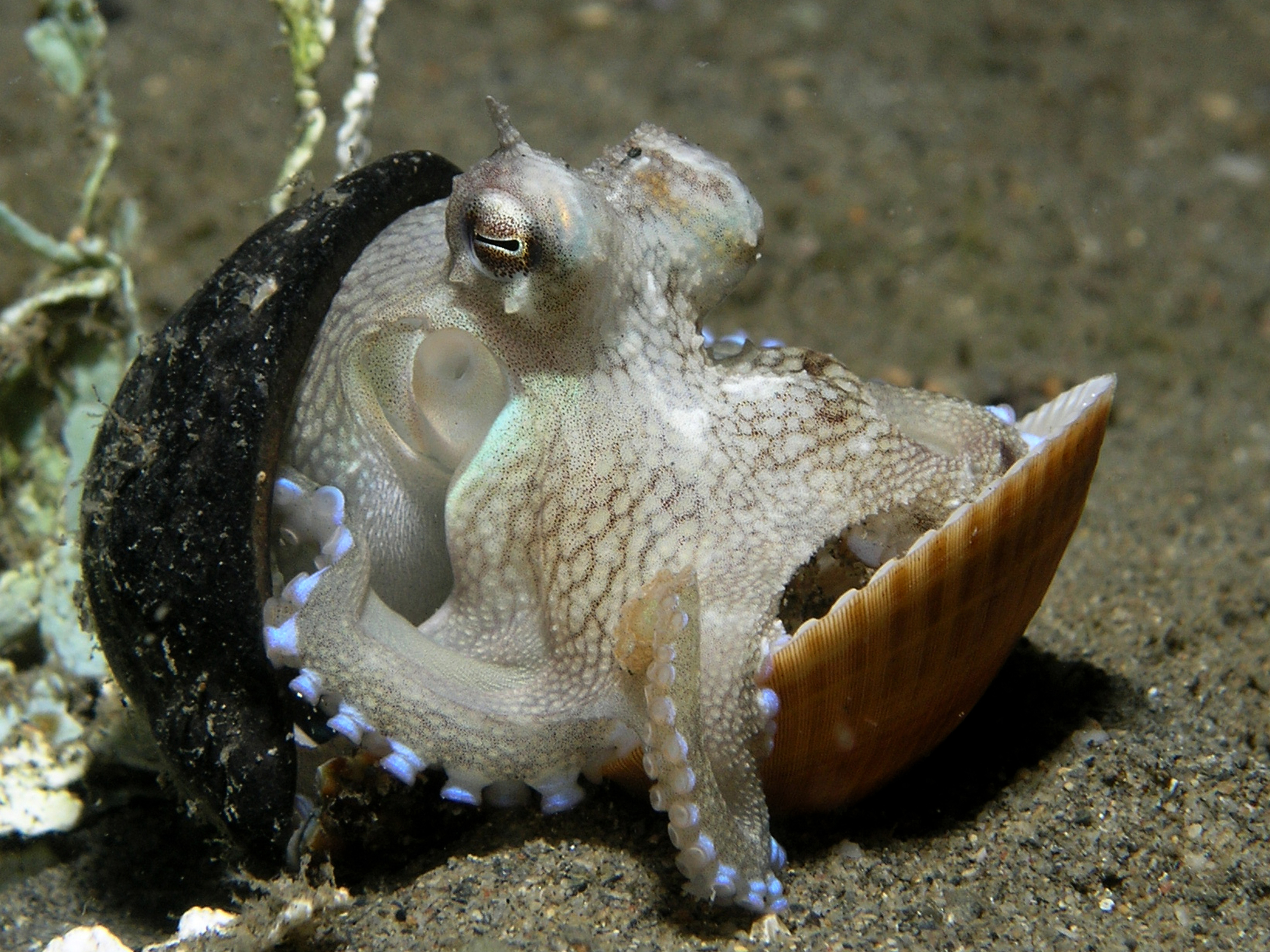
Amphioctopus marginatus
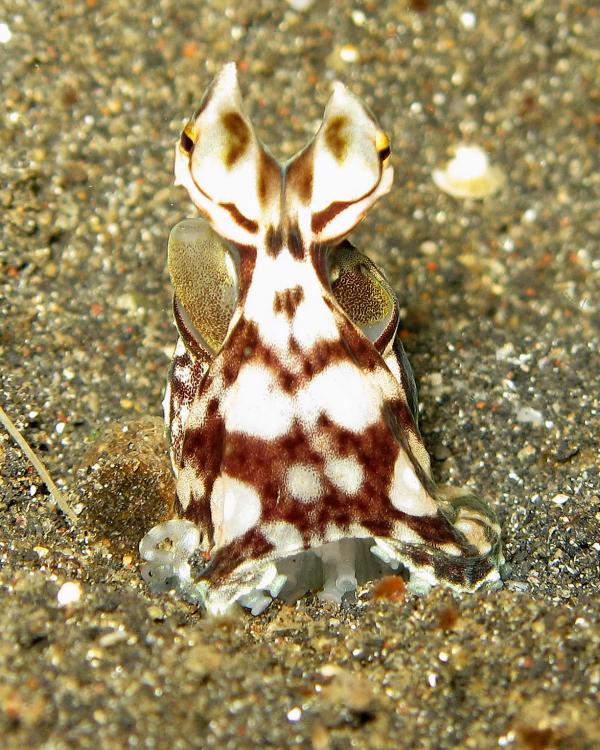
Thaumoctopus mimicus mentre imita un pesce lucertola.
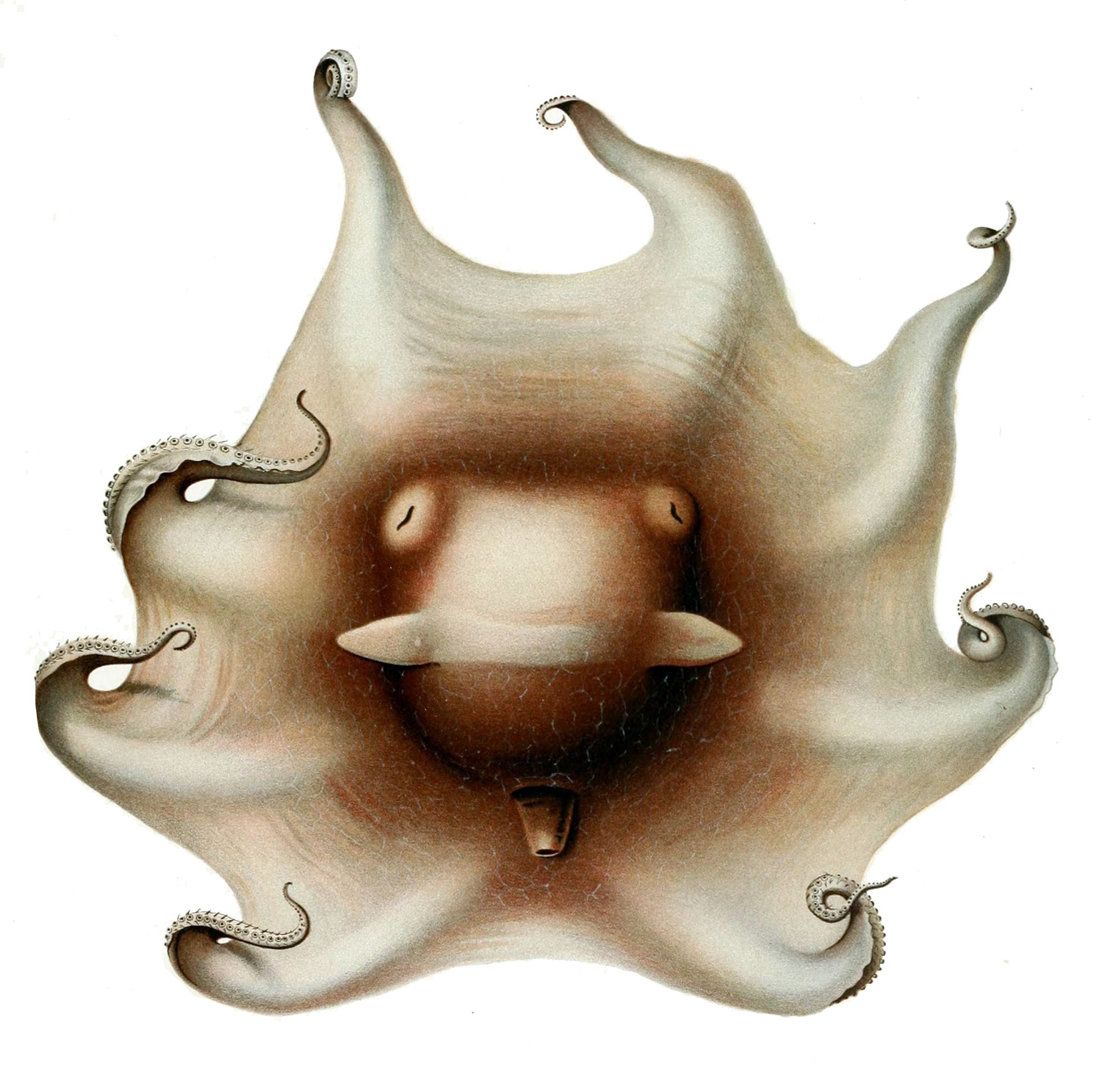
Opisthoteuthis extensa visto dall'alto.
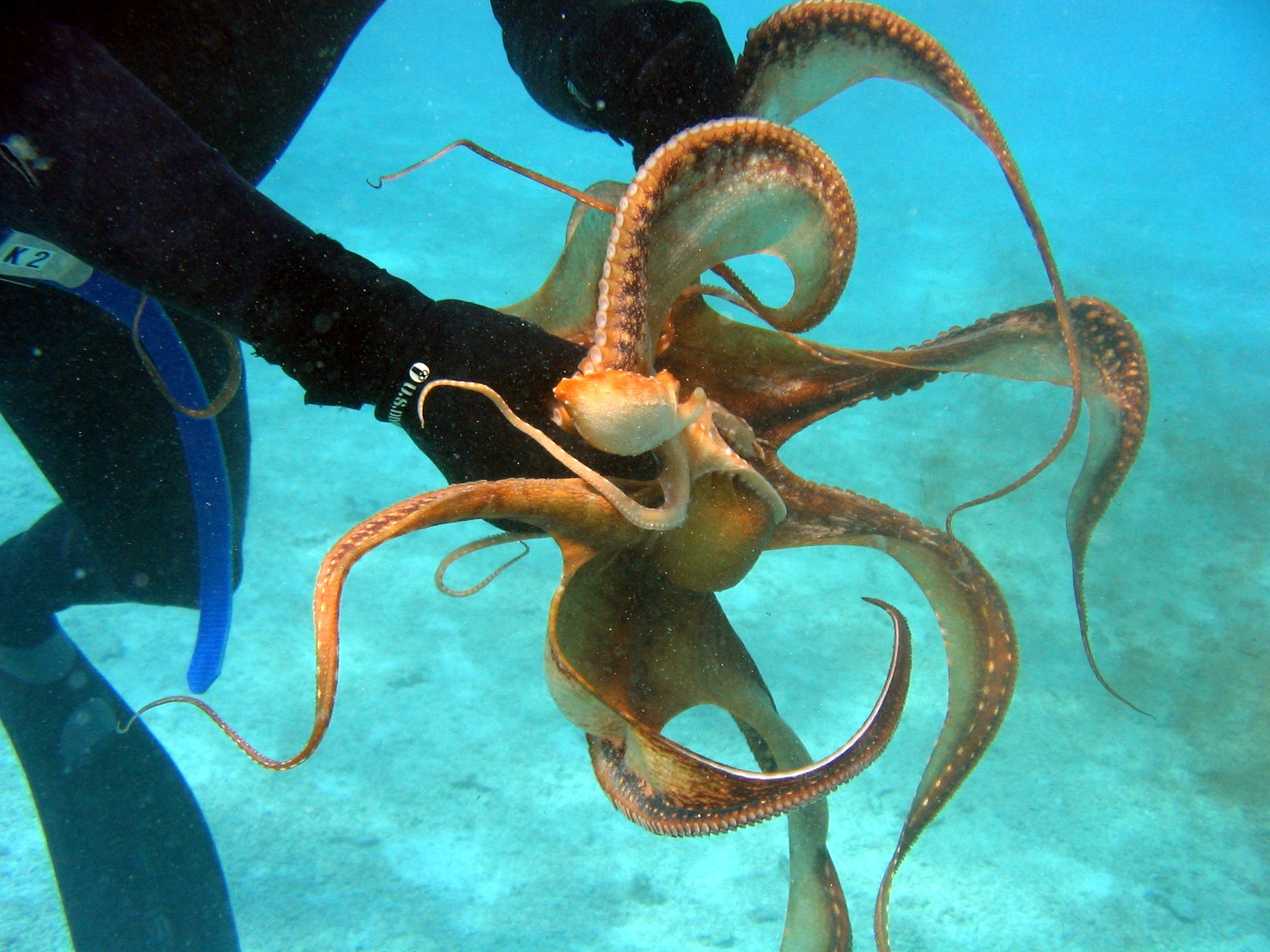
Octopus ornatus nelle isole Hawaii.
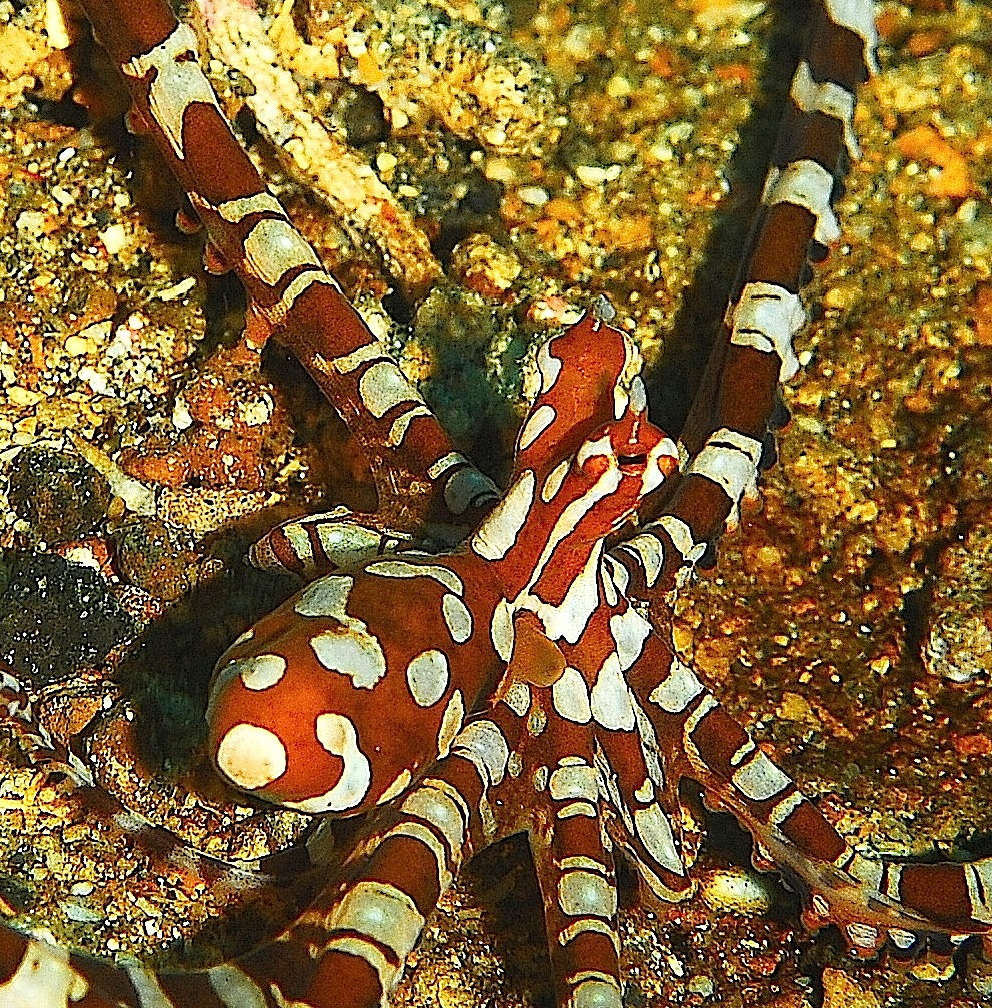
Wunderpus photogenicus
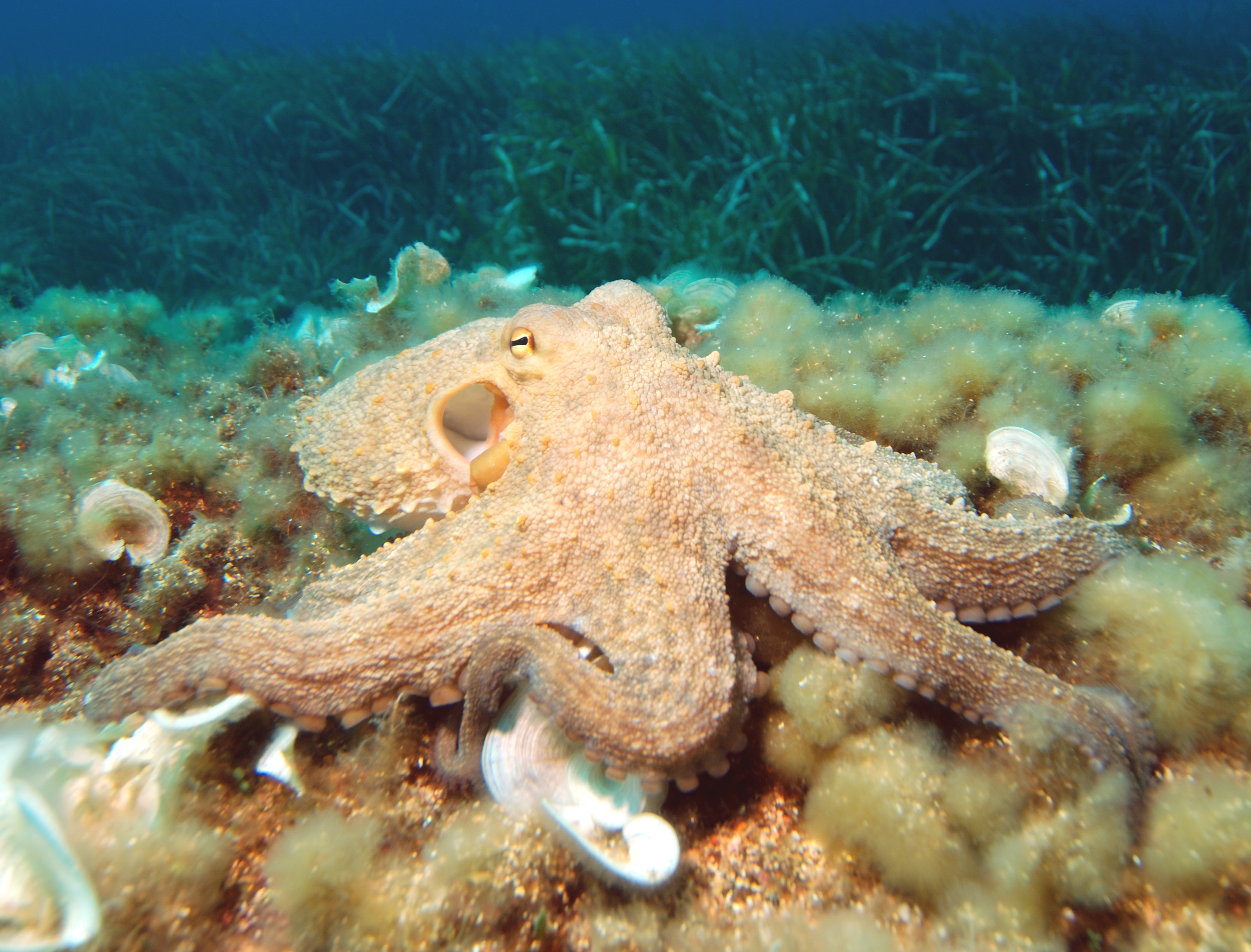
Octopus vulgaris
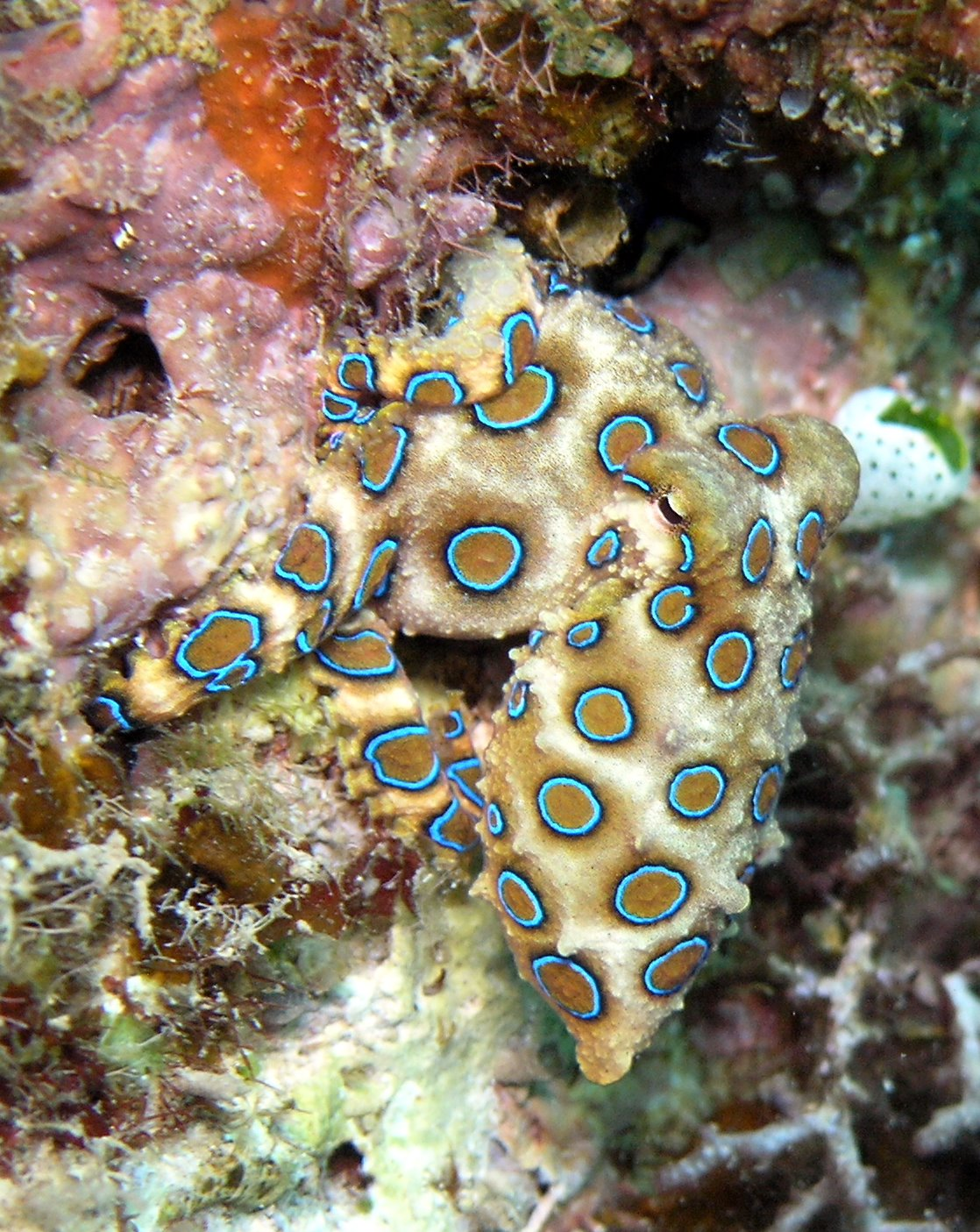
Hapalochlaena lunulata
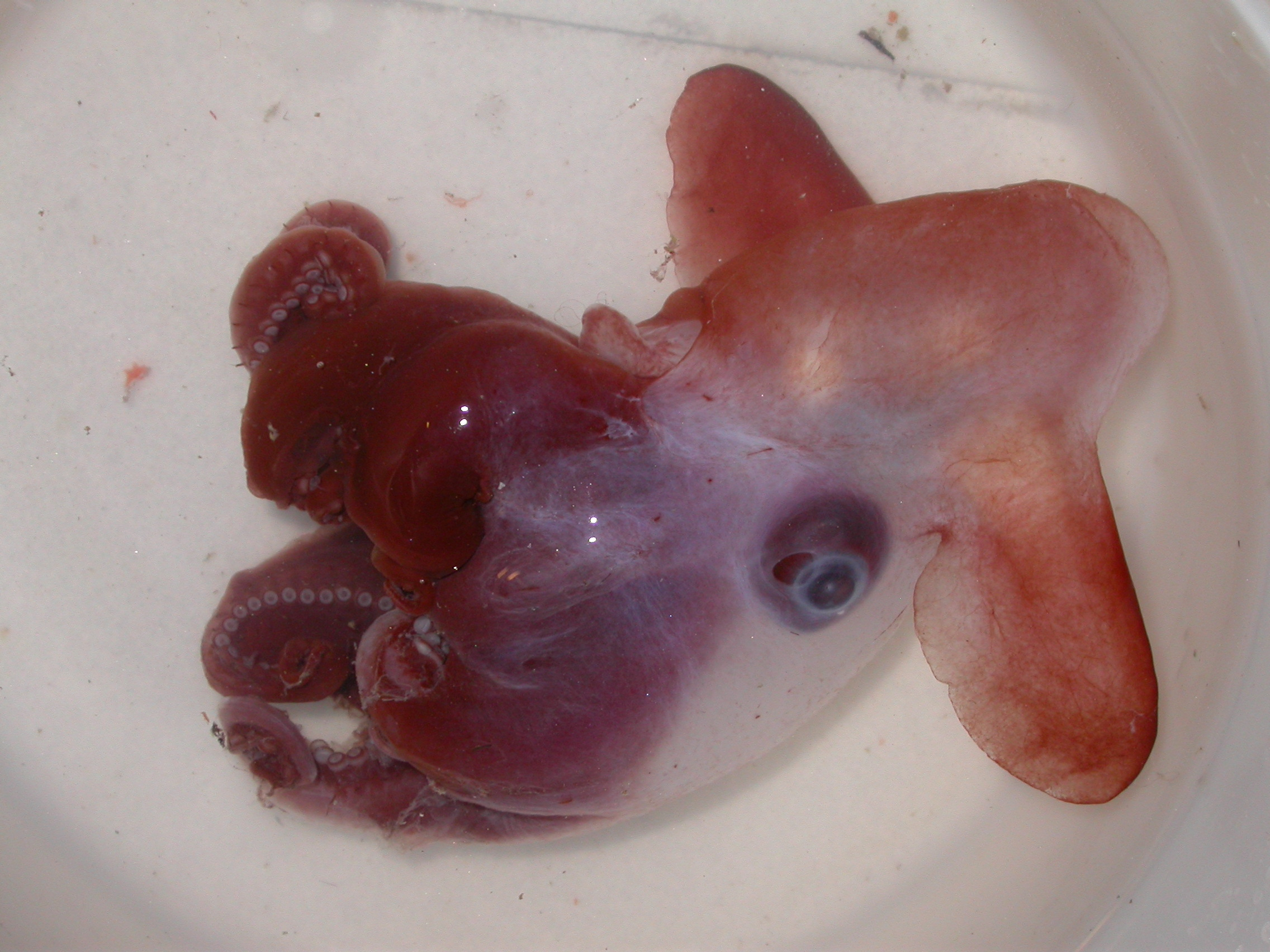
Grimpoteuthis discoveryi, specie tipo del suo genere (Grimpoteuthis).
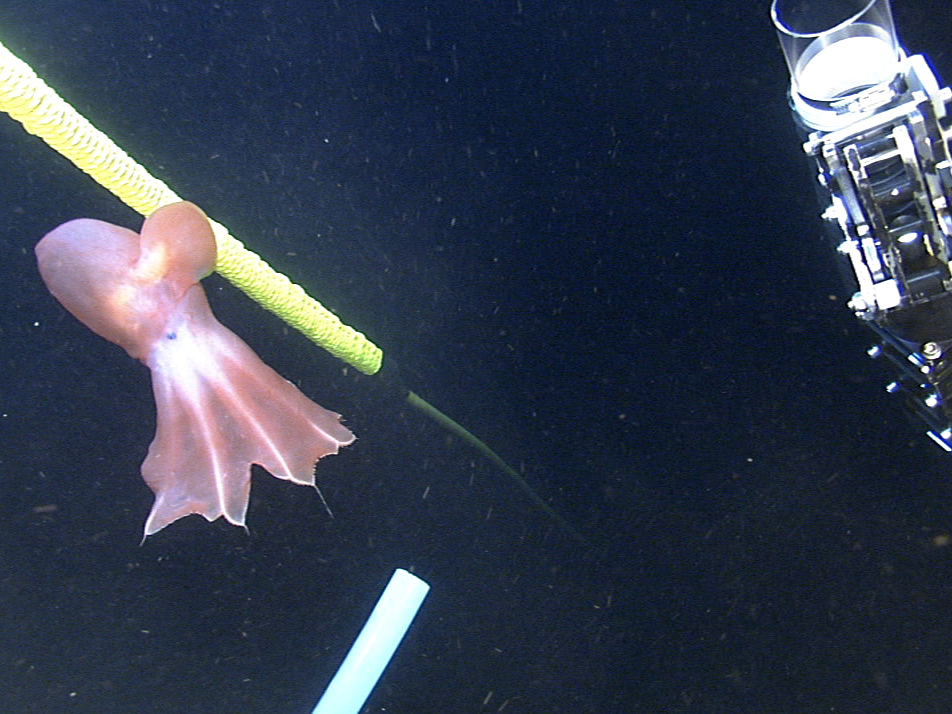
Cirroteuthis muelleri